# Az év kanadai labdarúgója
Az év kanadai labdarúgója (angolul: Canadian Players of the Year) díjat 1993 óta osztják ki az adott évben legjobbnak vélt kanadai labdarúgók számára. 1994-től megválasztják az év női labdarúgóját is. 2007-től a szavazásban a média képviselői és edzők vesznek részt.

## Díjazottak
| Év   | Az év férfi labdarúgója | Az év női labdarúgója   |
| ---- | ----------------------- | ----------------------- |
| 1993 | Alex Bunbury            | Nem adták át            |
| 1994 | Craig Forrest           | Charmaine Hooper        |
| 1995 | Alex Bunbury (2)        | Charmaine Hooper (2)    |
| 1996 | Paul Peschisolido       | Geraldine Donnelly      |
| 1997 | Mark Watson             | Janine Helland          |
| 1998 | Tomasz Radzinski        | Silvana Burtini         |
| 1999 | Jim Brennan             | Geraldine Donnelly (2)  |
| 2000 | Craig Forrest (2)       | Christine Sinclair      |
| 2001 | Paul Stalteri           | Andrea Neil             |
| 2002 | Jason de Vos            | Charmaine Hooper (3)    |
| 2003 | Pat Onstad              | Charmaine Hooper (4)    |
| 2004 | Paul Stalteri (2)       | Christine Sinclair (2)  |
| 2005 | Dwayne De Rosario       | Christine Sinclair (3)  |
| 2006 | Dwayne De Rosario (2)   | Christine Sinclair (4)  |
| 2007 | Dwayne De Rosario (3)   | Christine Sinclair (5)  |
| 2008 | Julián De Guzmán        | Christine Sinclair (6)  |
| 2009 | Simeon Jackson          | Christine Sinclair (7)  |
| 2010 | Atiba Hutchinson        | Christine Sinclair (8)  |
| 2011 | Dwayne De Rosario (4)   | Christine Sinclair (9)  |
| 2012 | Atiba Hutchinson (2)    | Christine Sinclair(10)  |
| 2013 | Will Johnson            | Christine Sinclair (11) |
| 2014 | Atiba Hutchinson (3)    | Christine Sinclair (12) |
| 2015 | Atiba Hutchinson (4)    | Kadeisha Buchanan       |
| 2016 | Atiba Hutchinson (5)    | Christine Sinclair (13) |
| 2017 | Atiba Hutchinson (6)    | Kadeisha Buchanan (2)   |
| 2018 | Alphonso Davies         | Christine Sinclair (14) |
| 2019 | Jonathan David          | Ashley Lawrence (3)     |
| 2020 | Alphonso Davies (2)     | Kadeisha Buchanan       |
| 2021 | Alphonso Davies (3)     | Jessie Fleming          |
| 2022 | Alphonso Davies (4)     | Jessie Fleming (2)      |
| 2023 | Stephen Eustáquio       | Jessie Fleming (3)      |